# 하후휘
하후휘(夏侯徽, 211년 ~ 234년)는 삼국시대 위나라 사람이다. 사마사의 아내이자 사마의의 며느리로, 하후상의 딸이며 하후현의 누이이기도 하다. 자는 원용(媛容), 시호는 경회황후(景懷皇后)이다.

## 생애
그녀는 고아하고 박식하여 도량이 있어 사마사가 무슨 일을 하려할 때 반드시 미리 계책을 세웠다. 위나라 명제때 사마의가 상장의 무거운 직책에 있었는데 사마의의 아들들은 모두 웅장한 재주와 거다란 모략이 있었다. 그녀는 남편 사마사가 절대 위나라의 충신이 아님을 알았고 사마사도 그녀가 위나라의 충신 하후상의 자식이자 하후씨 가문의 후손이어서 사마사는 심히 그녀를 꺼렸다.
청룡 2년(234년) 마침내 그녀는 독약을 마시고 죽었는데 《진서》 후비전에서는 당시 정황이 사마사에 의한 독살일 가능성을 암시하고 있다. 당시 나이가 24세였고 준평릉(峻平陵)에 장사지냈다. 사마사의 조카인 사마염이 황제가 된 후, 처음에는 그녀를 추존하지 않았으나 사마사의 두 번째 아내인 경헌황후가 매번 이 일에 대해 설득하니 태시 2년(266년) 비로소 경회황후(景懷皇后)의 시호를 내렸다.
하후휘는 남편 사마사와의 사이에 딸만 5명을 낳았으나 딸들의 이름은 아직 밝혀지지 않았다.

## 하후휘의 가족관계
- 부 : 하후상
- 모 : 덕양향주
- 시부 : 사마의(고조 선황제)
- 시모 : 장춘화(선목황후 장씨)
  - 오빠 : 하후현
  - 남편 : 사마사(세종 경황제)
  - 첩 : 폐후 오씨
  - 후처 : 양휘유(경헌황후 양씨)
  - 시동생 : 사마소(태조 문황제)
  - 손아랫동서 : 왕원희(문명황후 왕씨)
  - 시동생 : 사마간
  - 시누이 : 남양공주

## 같이 보기
- 삼국지 인물 목록